# El Main
El-Maïn (Ilmayen en Kabyle), est une commune de la wilaya de Bordj-Bou-Arreridj dans la région de Kabylie en Algérie.

## Géographie
El Maïn est une commune perchée à 950 mètres d'altitude au cœur du massif
Adrar Oumaza, culminant à plus de 1 100 m.
Elle domine le versant sud du Bousselam et fait face à Beni Ourtilane (wilaya de Sétif) et Bouhamza (wilaya de Béjaïa).
Elle est la limite entre les wilayas de Sétif, de Béjaïa et de Bordj Bou Arréridj dont est la commune la plus septentrionale.
Elle est un carrefour.
Communes voisines :
- Guenzet, Aïn Legradj et Beni Ourtilane à l'Est (wilaya de Sétif).
- Bouhamza au Nord (wilaya de Béjaïa).
- Tamokra à l'Ouest (wilaya de Béjaïa).
- Tefreg au Sud (wilaya de Bordj Bou Arreridj).

## Histoire
Durant la colonisation française de l'Algérie, El-Maïn était un douar (fraction de la tribu des Ath-Îidel ou Ith-Îidel avec la prononciation locale) de la commune mixte des Bibans dans l'arrondissement de Sétif (Département de Constantine).
Pendant la guerre d'indépendance algérienne, elle est rattachée à la zone III. Après le congrès de la Soummam, elle était rattachée à la Wilaya III, zone 1, région 5, secteur 2 ou 3. 
Lors de la création de nouveaux départements par l'administration française en 1957, le douar El-Maïn devient chef-lieu de commune séparée des Bibans pour être rattachée à l'arrondissement de La Fayette (Département de Sétif) ; limitée à l'est par les communes de Guenzet, Aïn Legradj (Beni-Hafed) et au Nord Est la commune de Beni-Ourtilane faisant partie autrefois de la commune mixte du Guergour (Sétif). A l'ouest se trouvent les communes de Tamokra et de Bouhamza. Au sud les communes de Djaafra et Tefreg.
Le 7 avril 1957 après de violents accrochages, un poste militaire français s'installe et le faisant détacher de la commune mixte des Bibans ayant son siège à Bordj Medjana, canton judiciaire de Mansourah, arrondissement de Sétif, département de Constantine.
À la suite de la réorganisation des communes en 1963 par l’État algérien, El-Maïn est rattaché successivement à la commune de Guenzet, puis à la commune d'El Khadra. À la suite de la nouvelle organisation territoriale de l'Algérie en 1984, la commune d'El-Maïn est créée.

## Villages composant le douar El-Maïn Les fractions
- El-Maïn Centre : (Ait u Siline) Lehara u Fella, Tichérahines, Taourirt, Trahi.
- El-Maïn Centre :(Ait Hallel) Aggoulmim, Gachetoum
- El-Maïn Centre : (Ait u Mossabah) Ahrik, Thizi, Thiainsrin, Aourir Adjemi
- Adrar Sidi-Idir : Lahara u Fella, Takhamt Yaggmir, méchrioua.
- Adrar Sidi-Idir: Acherrah, Ighil Ali.
- Adrar Sidi-Idir: Tadart, ighoudhan, Takhribet, Assamar.
- Lemtardh - (El-Madjène) : fractions de lehara u fella, lehara ouadda.
- Guélaguel (Agglaggal) : Tadart, Aggrouzil,
- Guélaguel (Agglaggal) : Aichach, Tizi n Tteghatan.
- Tsaâlva : Tadart
- Mézrarégue (Amezrarag) : Tadart.
- It Halla - (ex : Janet): Tadart,
- Ith Halla : Hammam Ibainane, Zaraâ.
- Takroumbalt (Takhlichth): Tadart